# Lloyd Ahern senior
Lloyd George Ahern, später auch als Lloyd Ahern sr. geführt (* 7. April 1905 in Biloxi (Mississippi), Vereinigte Staaten; † 29. Dezember 1983 in Culver City) war ein US-amerikanischer Kameramann, der sich einen Namen als „Meister des „Film noir“-Mystery Styles und als Fotograf führender Hollywood-„Glamour“-Stars“ machte.

## Leben und Wirken
Der im Bundesstaat Mississippi geborene Ahern kam in den frühen 1920er Jahren nach Los Angeles, wo er mit etwa 20 Jahren zum Filmgeschäft stieß. 1925 begann er bei dem Western Der Untergang der roten Rasse als Kameraassistent unter seinem Lehrer Charles Edgar Schoenbaum, ebenso 1926 bei dem Western Bedrohte Grenzen, und war in dieser Position zunächst an der Fotografie von billigen Serienwestern nach Vorlagen von Zane Grey beteiligt. Zum Ende der Stummfilmzeit wirkte Ahern in ebendieser Funktion bereits an A-Filmen wie dem 1927 gedrehten Fremdenlegionärs-Abenteuer Der weiße Harem und dem Western Der Meuchelmörder von Nevada, beide mit dem jungen Gary Cooper in der Hauptrolle, mit. Zu Beginn der Tonfilmära erfolgten auch Kollaborationen mit Starregisseuren wie Ernst Lubitsch (Der Mann, den sein Gewissen trieb) und Cecil B. DeMille (Kreuzritter Richard Löwenherz). Erst spät stieg Ahern zum einfachen Kameramann auf und stand in dieser Funktion auch 1944 bei Otto Premingers Film-noir-Klassiker Laura hinter der Kamera. Zwei Jahre später, nach Kameratätigkeiten an der Lubitsch-Komödie Cluny Brown auf Freiersfüßen und an John Fords Westernklassiker Faustrecht der Prärie, rückte Lloyd Ahern endgültig zum Chefkameramann auf.
Mit der Verfilmung eines düsteren Raymond-Chandler-Kriminalromans um den Privatdetektiv Philip Marlowe, The Brasher Doubloon, setzte Lloyd Ahern gleich mit seinem Erstling Akzente und etablierte sich als Könner in Sachen stimmungsstarker Schwarz-Weiß-Fotografie. An der Seite von Charles G. Clarke wirkte er noch im selben Jahr 1946 auch an dem Weihnachtsfilmklassiker Das Wunder von Manhattan mit. Bei Robert Siodmaks Schrei der Großstadt kehrte Ahern 1948 zu dem ihm vertrauten Film-noir-Genre zurück. Anschließend fotografierte der Kameramann auch Kinoproduktionen – überwiegend B-Filme – gänzlich anderer Genres, bis er sich 1955 nahezu vollkommen aus dem Kinogeschäft verabschiedete. Als sein Arbeitgeber, die Produktionsfirma Twentieth Century Fox, sich in diesem Jahr dem Fernsehen zuwandte, setzte sie Ahern dort ein. Ahern fotografierte diverse Twentieth-Century-Fox-Hour-Produktionen und wurde, beginnend mit den Geschichten um das Pferd Flicka, von Anbeginn für Serien geholt. 1963 stand er überdies bei der Pilotfolge der legendären Krimiserie Auf der Flucht hinter der Kamera. Mit Ende der 1970er Jahre – einen späten Erfolg feierte Lloyd Ahern als Kameramann einiger früher Folgen der US-Version von Das Traumschiff, Love Boat – zog sich Ahern auf sein Altenteil zurück.
Ahern, der für die Columbo-Krimifolge Ein Denkmal für die Ewigkeit einen Primetime Emmy gewann und in seiner Karriere für zwei weitere Primetime Emmys nominiert worden war, hatte mit Lloyd Ahern II (* Los Angeles 17. Juni 1942) einen Sohn, der in seine Fußstapfen trat und ebenfalls als Kameramann (bzw. gelegentlich auch als Fernsehregisseur) arbeitete.

## Filmografie
nur als Chefkameramann bei Kinofilmen, wenn nicht anders angegeben:
- 1946: The Brasher Doubloon
- 1947: Das Wunder von Manhattan (Miracle on 34th Street)
- 1948: Schrei der Großstadt (Cry of the City)
- 1949: Mr. Belvedere kann alles besser (Mr. Belvedere Goes to College)
- 1949: Father Was a Fullback
- 1950: For Heavens Sake
- 1950: Love That Brute
- 1951: Love Nest
- 1952: Fünf Perlen (O. Henry’s Full House)
- 1953: Die silberne Peitsche (The Silver Wheep)
- 1954: Fluß der Rache (The Gambler from Natchez)
- 1954: Prinzessin vom Nil (Princess of the Nile)
- 1954: Der Würger von Coney Island (Gorilla at Large)
- 1955: Plünderer am Pikes Peak (The Looters)
- 1955: Flicka (TV-Serie)
- 1956–57: You Are There (TV-Serie)
- 1957–58: How to Marry a Millionaire (TV-Serie)
- 1959: Gefährliche Geschäfte (The Third Man, TV-Serie)
- 1959–62: Adventures in Paradise (TV-Serie)
- 1961: The Sand Castle
- 1963: Auf der Flucht (The Fugitive)  (Pilotfilm der TV-Serie)
- 1963–66: Katy (TV-Serie)
- 1966: Hot Rods to Hell
- 1966–67: Occasional Wife (TV-Serie)
- 1967–68: Der Mann von gestern (The Second Hundred Years) (TV-Serie)
- 1968: Mad Mad Scientist (Fernsehfilm)
- 1968–69: Julia (TV-Serie)
- 1972: Columbo: Ein Denkmal für die Ewigkeit (Blueprint for Murder) (TV-Reihe)
- 1972–73: Wo alle Wege enden  (Night Gallery) (drei Folgen der TV-Serie)
- 1973: Diana (zwei Folgen der TV-Serie)
- 1974: Verflucht sind sie alle (The Klansman)
- 1977–78: Love Boat (TV-Serie)